# Krankenhaus

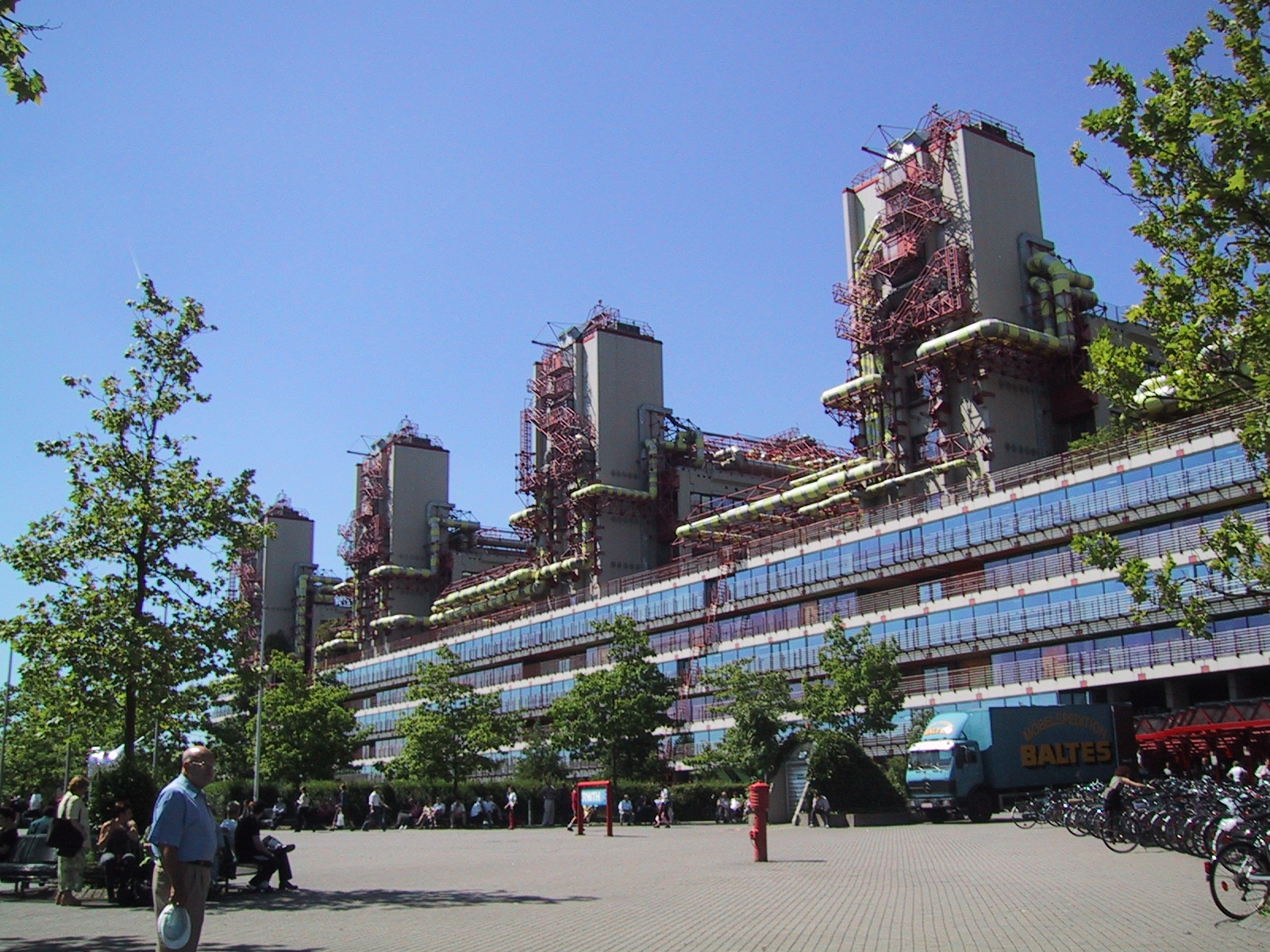
Das Universitätsklinikum Aachen ist eines der größten Krankenhausgebäude Europas

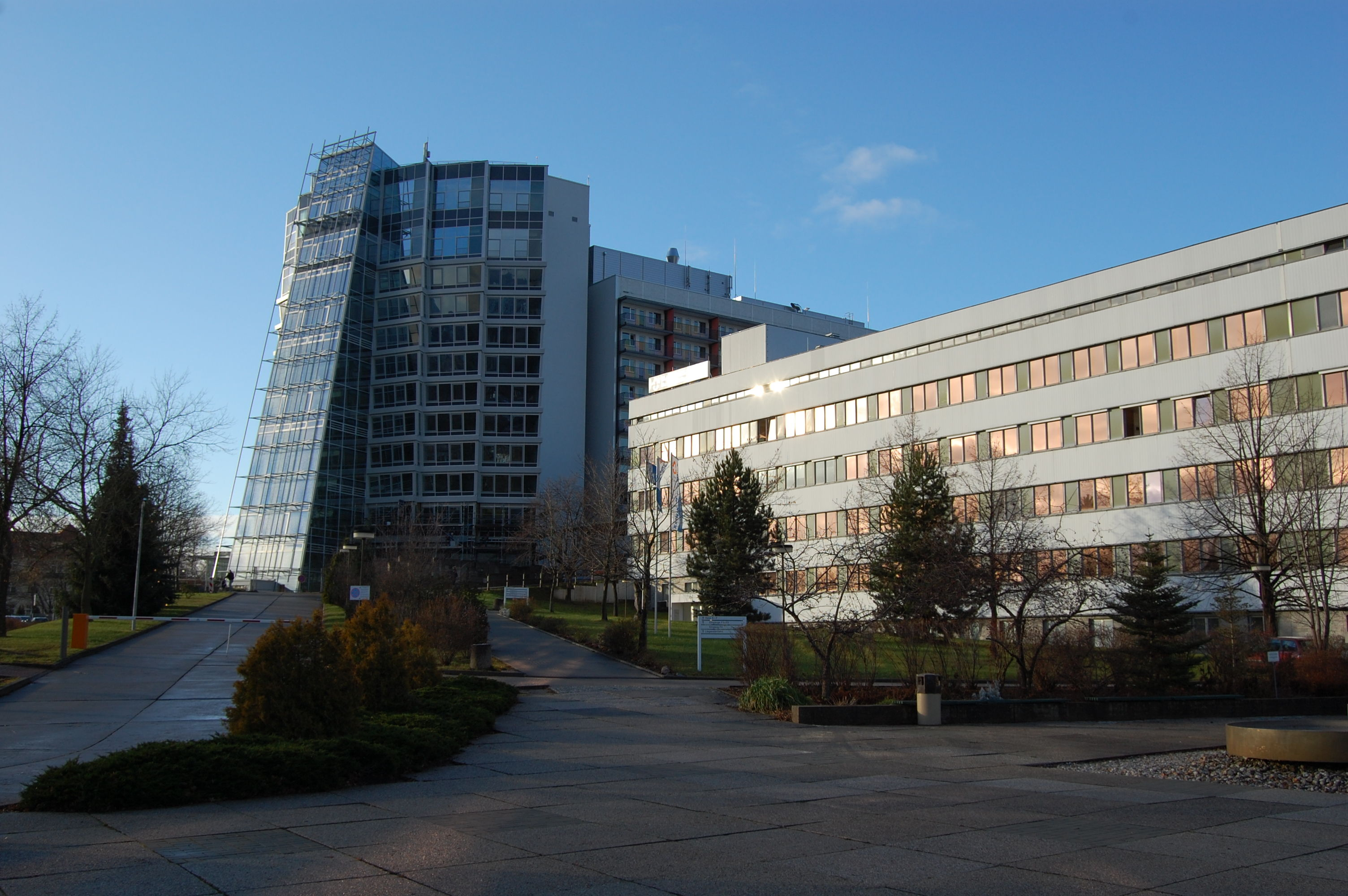
Das Bezirkskrankenhaus in Chemnitz

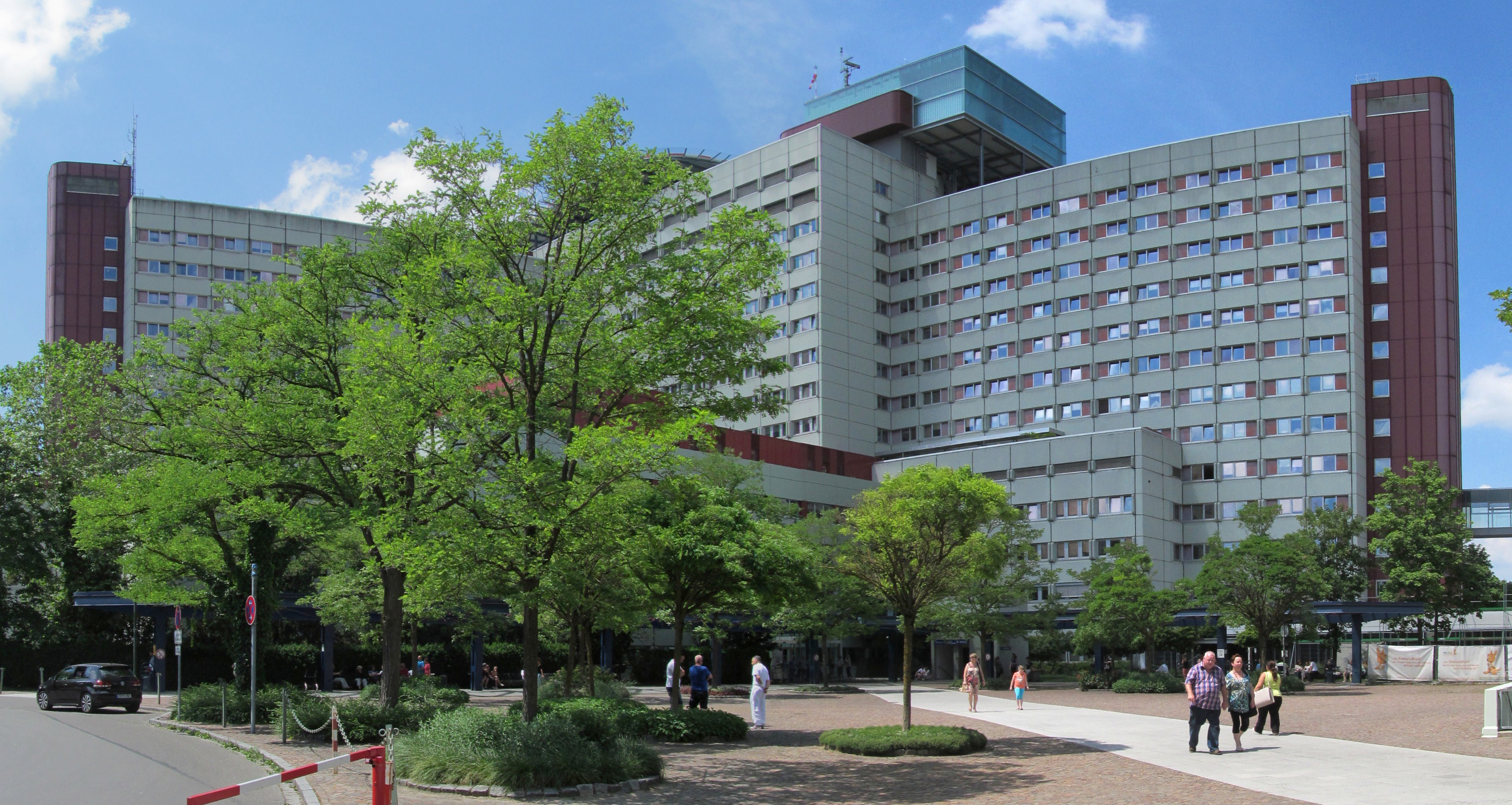
Das Universitätsklinikum Augsburg besitzt die höchstgelegene Luftrettungsstation Deutschlands

Ein Krankenhaus oder Spital ist eine medizinische Einrichtung. Dort werden durch ärztliche und
pflegerische Hilfeleistung Krankheiten, Leiden oder körperliche Schäden festgestellt und durch eine Behandlung geheilt oder gelindert. Auch die Geburtshilfe und die Sterbebegleitung gehören zu den Aufgaben eines Krankenhauses.
In Österreich, der Schweiz und Luxemburg ist der Begriff Spital eher üblich, historisch wird auch Hospital verwendet. Ein militärisches Spital wird Lazarett genannt. Als organisatorischer Teilbereich werden auch die Begriffe Klinik oder Klinikum verwendet, fachsprachlich ist ein Klinikum ein Zusammenschluss mehrerer Kliniken unter einheitlicher Leitung.
Rechtlich wird in Deutschland unter einem Krankenhaus ein Betrieb im Sinne des Krankenhausfinanzierungsgesetzes (KHG) verstanden, in dem die zu versorgenden Personen untergebracht und verpflegt werden können, in Österreich ist das im Spitalgesetz geregelt, in der Schweiz sind Spitäler durch kantonale Gesetze geregelt.

## Geschichte
Die Aufgaben eines Krankenhauses haben sich im Laufe der Zeit gewandelt. Ursprünglich war die Medizin eng mit der Religion verbunden. So dienten die Tempel des Alten Ägyptens auch der Behandlung von Kranken. Die ersten eigenständigen Einrichtungen, die sich um Kranke kümmerten, sind aus Sri Lanka und später auch aus Indien bekannt. Die ersten Lehrkrankenhäuser entstanden im alten Persien. Unter Borsuye, der auch als Chefarzt des Königlichen Krankenhauses unter Chosrau I. wirkte, gab es im 6. Jahrhundert n. Chr. die ersten nach Krankheitsbildern getrennten Abteilungen.
Im frühen Mittelalter entstanden Krankenhäuser besonders in größeren Städten der arabisch-islamisch dominierten Welt, deren Gelehrte und Ärzte bereits Medikamente entwickelten und Operationen auf vergleichsweise hohem Niveau durchführten. Allein Bagdad verfügte als Hauptstadt des Abassidenreiches über rund hundert Kliniken im 11. Jahrhundert.
Im europäischen Mittelalter diente ein „Krankenhaus“ auch als Armenhaus oder Unterkunft für Pilger. Die damals verwendete Bezeichnung Hospital leitet sich über lateinisch hospitalis (‚gastfreundlich‘) vom lateinischen Wort hospes für „Gast, Fremder“ ab. Meistens wurde die Pflege von Mönchen oder Ordensschwestern geleistet, so zum Beispiel im Hôtel-Dieu. Im 18. Jahrhundert kamen die ersten modernen Krankenhäuser auf. So wurde im Jahre 1710 die Charité als Pestkrankenhaus gegründet.
Seit der Gründung allgemeiner Krankenhäuser (z. B. in Wien um 1780) wurden die Hospitäler immer weniger eine Stätte der Versorgung für Arme, sondern ein Platz intensiver medizinischer Diagnostik und Therapie sowie ein Platz der Lehre und Ausbildung.
Im Laufe des 20. Jahrhunderts und insbesondere nach dem Zweiten Weltkrieg setzte eine ökonomische Durchdringung des Krankenhauswesens ein, die die Art und Weise der Leistungserbringung im Krankenhaus sehr umfassend und nachhaltig veränderte. Ausgehend von den USA gewannen Markt- und Wettbewerbsmechanismen in den Krankenhaussektoren von nahezu allen Industrieländern massiv an Bedeutung, was letztlich zu einer bis heute anhaltenden „Industrialisierung des Krankenhauswesens“ führte, deren gesamtgesellschaftliche Folgewirkungen noch immer nicht abschließend beurteilt werden können.

## Aufgaben eines Krankenhauses

Die Rettungskette

Das moderne Krankenhaus ist ein Dienstleistungsanbieter im Sektor Gesundheitswesen. Seine Aufgaben liegen darin, den kranken, leidenden und hilfesuchenden Menschen Diagnostik, Therapie und Pflege zum Zwecke der medizinischen Rehabilitation oder der angemessenen palliativen Begleitung bei unheilbarer Erkrankung anzubieten. Diese Aufgabe wird als Krankenhausbehandlung bezeichnet und umfasst die Bereiche:
- Notfallbehandlung
- vollstationäre und teilstationäre Behandlungen
- vorstationäre und nachstationäre Behandlungen
- ambulante Behandlung
- rehabilitative Behandlung

Oft sind Krankenhäuser als Universitätsklinikum auch ein Zentrum von Lehre und Forschung.
Der Begriff Fachklinik wird für Krankenhäuser verwendet, die sich auf begrenzte, oft aber hochspezialisierte stationäre Gesundheitsdienstleistungen konzentrieren. Für Deutschland gilt: Nur wenn eine Fachklinik in den Krankenhausplan eines Bundeslandes aufgenommen wird, handelt es sich um ein Fachkrankenhaus.
Da in Krankenhäusern immer neben der Pflege auch eine medizinische Versorgung rund um die Uhr gewährleistet wird, bieten sie auch eine medizinische Notfallversorgung an, meistens über eine Rettungsstelle oder über eine zentrale Notaufnahme, Ambulanz oder Poliklinik. Die Ausstattung und personelle Kapazität für diese Art der Notfallversorgung sind sehr unterschiedlich. So bieten spezialisierte Traumazentren bedingt durch Ausstattung und Übung eine bessere Versorgung an. Mehrere Studien zeigen, dass mit der Anzahl der Fälle auch die Qualität der Versorgung ansteigt.
Neben der Notfallversorgung wird auch bei geplanten Eingriffen zunehmend auf die Fallzahlen geachtet, und Zentren mit spezialisierter Diagnostik werden gebildet (z. B. Brustzentrum).
Zum Ende eines Klinikaufenthalts müssen Überlegungen zur Nachsorge angestellt werden. Mit Pflegeüberleitung wird die Organisation und Koordination der häuslichen Versorgung und Pflege der entlassenen Patienten durch Mitarbeiter der Klinik und der Sozialstationen benannt. Gegebenenfalls folgt auch eine Heimaufnahme zur ständigen stationären Pflege (Pflegeheim o. Ä.). Eine weitere Besonderheit ergibt sich in der Brückenpflege zur Versorgung onkologischer Patienten in deren häuslicher Umgebung durch Mitarbeitende der Klinik.

## Klassifikation
Unter einem Akutkrankenhaus oder einer Akutklinik versteht man ein Krankenhaus, in dem akut erkrankte Patienten stationär oder ambulant behandelt werden und eine Tag- und Nachtaufnahmebereitschaft besteht. Die Ergänzung zum Akutbereich bilden die Rehabilitationskliniken – Kliniken, die medizinische Rehabilitation, Nachsorge und Anschlussheilbehandlung (AHB) durchführen.
Krankenhäuser kann man weiter nach der Zahl der Patienten, der Zahl der (Plan-)Betten, nach dem Träger oder nach ihrem Tätigkeitsschwerpunkt klassifizieren.
Die Klassifikation nach dem Krankenhausträger unterscheidet öffentliche, freigemeinnützige und private Träger. Öffentliche Träger sind zum Beispiel Länder, Kreise und Städte, freigemeinnützige zum Beispiel die Kirchen oder das Rote Kreuz. Nach Angaben der Deutschen Krankenhausgesellschaft wurden im Jahr 2015 von 1.956 Kliniken in Deutschland 29,5 % von öffentlichen Trägern, 34,7 % von freigemeinnützigen Trägern und 35,8 % von privaten Unternehmen betrieben. Öffentliche Träger betreiben mittlerweile ihre Krankenhäuser meist in privatrechtlicher Rechtsform: 60,1 % der öffentlichen Kliniken werden in den Rechtsformen der GmbH oder AG geführt. Die früher vorherrschende Rechtsform einer rechtlich unselbstständigen Einrichtung (Regie- oder Eigenbetrieb) hat mit einem Anteil von 16,5 % aller öffentlichen Krankenhäuser nur noch untergeordnete Bedeutung.
In der staatlichen Krankenhausplanung wurde im Rahmen der Gesundheitsvorsorge nach Versorgungsstufen unterteilt (gestrichener § 23 Krankenhausfinanzierungsgesetz):
- Krankenhaus der Maximalversorgung
- Krankenhaus der Schwerpunktversorgung
- Krankenhaus der Regelversorgung

Die meisten Bundesländer verzichten heute jedoch in ihren Krankenhausgesetzen auf die Einteilung der Krankenhäuser in Versorgungsstufen.
Krankenhausarten (Beispiele):
- Anthroposophisches Krankenhaus
- Berufsgenossenschaftliche Unfallklinik
- Fachkrankenhaus
- Universitätsklinika
- Kinderkrankenhäuser
- Unfallkrankenhaus
- Privatklinik
- Psychiatrische Klinik
- Psychosomatische Klinik
- Sanatorium
- Tagesklinik

## Statistik in Deutschland
In Deutschland gibt es (Daten für 2015) 1.956 Krankenhäuser mit insgesamt 499.351 Betten, in denen mehr als 19,2 Mio. Behandlungsfälle von mehr als 1,19 Mio. Beschäftigten, darunter 174.391 Ärzte, versorgt werden. Damit stehen für jeweils 1.000 Einwohner 6,1 Betten zur Verfügung. Im Durchschnitt verfügt ein Krankenhaus über 255 Betten.
Die durchschnittliche Verweildauer der deutschen Patienten in den Allgemeinkrankenhäusern hat sich seit 1991 von rund 14 Tagen auf 7,3 Tage (2015) verringert, die Anzahl der Krankenhausfälle hat sich im selben Zeitraum hingegen von 1.822 Fälle je 10.000 Einwohner auf 2.355 Fälle je 10.000 Einwohner erhöht. Die sinkende Verweildauer beruht zu einem Teil auf neuen diagnostischen, therapeutischen und operativen Verfahren. Eine andere grundlegende Ursache für den Umbruch in der Krankenhausversorgung sind die Veränderungen in der Krankenhausfinanzierung, diagnosebezogene Fallpauschalen setzen Anreize für einen möglichst kurzfristigen Aufenthalt (wobei eine sinkende Verweildauer kein automatischer gesundheitspolitischer Erfolgsindikator ist, zu frühzeitige Entlassungen führen, neben dem Risiko für den Patienten, zu Mehrkosten wegen der häufiger wieder notwendigen Behandlung der Krankheit). Zu beachten ist, dass sich die durchschnittliche Verweildauer je nach Fachabteilung stark unterscheidet: die Bandbreite reicht hierbei von 2,9 Tagen in der Augenheilkunde bis zu 42,2 Tagen in der Psychotherapeutischen Medizin / Psychosomatik.
Im Zeitraum seit 1991 hat die Anzahl der Krankenhäuser von 2.411 auf 1.956 (2015) abgenommen. Zugleich sank der Anteil öffentlicher Einrichtungen (von 46 % auf 29,5 %) stark. Im Rahmen eines kontinuierlichen Kapazitätsabbaus wurden darüber von 1990 bis 2015 hinaus die Betten, ausgehend von 685.976 im Jahr 1990 auf rund 499.351 Betten reduziert. 2007 wurden rund 20 von 100 Einwohnern pro Jahr in einem deutschen Krankenhaus behandelt.
Die Bettenauslastung ist von 1991 (84,5 %) bis 2003 deutlich gesunken und seitdem relativ konstant. 2015 lag die Quote bei 77,5 Prozent.
| Überschrift        | öffentliche | frei- gemeinnützige | privat- wirtschaftliche | Gesamt  |
| ------------------ | ----------- | ------------------- | ----------------------- | ------- |
| Krankenhäuser 2020 | 551         | 620                 | 732                     | 1.903   |
| Krankenhäuser 2015 | 577         | 679                 | 700                     | 1.956   |
| Krankenhäuser 2013 | 596         | 706                 | 693                     | 1.995   |
| Krankenhäuser 2012 | 601         | 719                 | 697                     | 2.017   |
| Krankenhäuser 2010 | 630         | 755                 | 679                     | 2.064   |
| Krankenhäuser 1991 | 1.109       | 944                 | 358                     | 2.411   |
| Krankenhäuser 1966 | 1.366       | 1.291               | 978                     | 3.635   |
| Betten 2020        | 232.163     | 158.536             | 97.084                  | 487.783 |
| Betten 2015        | 240.653     | 167.566             | 91.132                  | 499.351 |
| Betten 2013        | 240.541     | 170.095             | 89.949                  | 500.585 |
| Betten 2012        | 240.275     | 171.170             | 90.044                  | 501.489 |
| Betten 2010        | 244.254     | 173.457             | 85.038                  | 502.749 |
| Betten 1991        | 297.731     | 200.859             | 48.710                  | 547.300 |
| Betten 1966        | 352.603     | 233.651             | 54.118                  | 640.372 |

* Daten von 1966 nur Westdeutschland mit West-Berlin.
Nachfolgende Werte über die Anzahl der Einrichtungen, Betten und Patientenbewegungen zwischen 1991 und 2015 wurden vom Statistischen Bundesamt erhoben. Die Zahlen für 1971 entstammen dem Fischer Weltalmanach 1973.
| Jahr  | Kranken- häuser | Betten  | Fallzahl in 1000 | Belegungstage in 1000 | Durchschnittliche Verweildauer in Tagen | Durchschnittliche Bettenauslastung in Prozent |
| ----- | --------------- | ------- | ---------------- | --------------------- | --------------------------------------- | --------------------------------------------- |
| 1966* | 3.635           | 640.372 | k. A.            | k. A.                 | 19,5                                    | k. A.                                         |
| 1971* | 3.545           | 690.236 | k. A.            | k. A.                 | 17,3                                    | k. A.                                         |
| 1991  | 2.411           | 665.565 | 14.577           | 204.204               | 14,0                                    | 84,1                                          |
| 1992  | 2.381           | 646.995 | 14.975           | 198.769               | 13,2                                    | 83,9                                          |
| 1993  | 2.354           | 628.658 | 15.191           | 190.741               | 12,5                                    | 83,1                                          |
| 1994  | 2.337           | 618.176 | 15.498           | 186.049               | 11,9                                    | 82,5                                          |
| 1995  | 2.325           | 609.123 | 15.931           | 182.627               | 11,4                                    | 82,1                                          |
| 1996  | 2.269           | 593.743 | 16.165           | 175.247               | 10,8                                    | 80,6                                          |
| 1997  | 2.258           | 580.425 | 16.429           | 171.837               | 10,4                                    | 81,1                                          |
| 1998  | 2.263           | 571.629 | 16.847           | 171.802               | 10,1                                    | 82,3                                          |
| 1999  | 2.252           | 565.268 | 17.093           | 169.696               | 9,9                                     | 82,2                                          |
| 2000  | 2.242           | 559.651 | 17.263           | 167.789               | 9,7                                     | 81,9                                          |
| 2001  | 2.240           | 552.680 | 17.325           | 163.536               | 9,4                                     | 81,1                                          |
| 2002  | 2.221           | 547.284 | 17.432           | 159.904               | 9,2                                     | 80,1                                          |
| 2003  | 2.197           | 541.901 | 17.296           | 153.518               | 8,9                                     | 77,6                                          |
| 2004  | 2.166           | 531.333 | 16.802           | 146.746               | 8,7                                     | 75,5                                          |
| 2005  | 2.139           | 523.824 | 16.539           | 143.244               | 8,7                                     | 74,9                                          |
| 2006  | 2.104           | 510.767 | 16.833           | 142.251               | 8,5                                     | 76,3                                          |
| 2007  | 2.087           | 506.954 | 17.179           | 142.893               | 8,3                                     | 77,2                                          |
| 2008  | 2.083           | 503.360 | 17.520           | 142.535               | 8,1                                     | 77,4                                          |
| 2009  | 2.084           | 503.341 | 17.817           | 142.414               | 8,0                                     | 77,5                                          |
| 2010  | 2.064           | 502.749 | 18.033           | 141.942               | 7,9                                     | 77,4                                          |
| 2011  | 2.045           | 502.029 | 18.343           | 141.676               | 7,7                                     | 77,3                                          |
| 2012  | 2.017           | 501.475 | 18.620           | 142.024               | 7,6                                     | 77,4                                          |
| 2013  | 1.995           | 500.671 | 18.787           | 141.340               | 7,5                                     | 77,3                                          |
| 2014  | 1.980           | 500.680 | 19.149           | 141.534               | 7,4                                     | 77,4                                          |
| 2015  | 1.956           | 499.351 | 19.239           | 141.281               | 7,3                                     | 77,5                                          |
| 2020  | 1.903           | 487.783 | 16.793           | 120.202               | 7,2                                     | 67,3                                          |

* = Daten nur für Westdeutschland mit West-Berlin
| Jahr/Bundesland        | Kranken- häuser | Betten  | Fallzahl in 1000 | Belegungstage in 1000 | Durchschnittliche Verweildauer in Tagen | Durchschnittliche Bettenauslastung in Prozent |
| ---------------------- | --------------- | ------- | ---------------- | --------------------- | --------------------------------------- | --------------------------------------------- |
| Baden-Württemberg      | 285             | 56.910  | 2.095            | 19.120                | 7,8                                     | 77,1                                          |
| Bayern                 | 370             | 75.827  | 2.812            | 22.378                | 7,5                                     | 76,7                                          |
| Berlin                 | 79              | 19.905  | 771              | 5.981                 | 7,8                                     | 82,3                                          |
| Brandenburg            | 53              | 15.210  | 545              | 4.425                 | 8,1                                     | 79,5                                          |
| Bremen                 | 14              | 5.134   | 203              | 1.467                 | 7,3                                     | 78,3                                          |
| Hamburg                | 47              | 12.071  | 461              | 3.659                 | 7,9                                     | 83,0                                          |
| Hessen                 | 174             | 35.941  | 1.299            | 10.067                | 7,7                                     | 76,7                                          |
| Mecklenburg-Vorpommern | 39              | 10.375  | 410              | 2.987                 | 7,3                                     | 78,9                                          |
| Niedersachsen          | 197             | 42.204  | 1.616            | 12.353                | 7,6                                     | 80,2                                          |
| Nordrhein-Westfalen    | 401             | 121.556 | 4.286            | 33.534                | 7,8                                     | 75,6                                          |
| Rheinland-Pfalz        | 95              | 25.375  | 891              | 6.752                 | 7,6                                     | 72,9                                          |
| Saarland               | 23              | 6.451   | 267              | 2.045                 | 7,7                                     | 86,9                                          |
| Sachsen                | 80              | 26.467  | 986              | 7.649                 | 7,8                                     | 79,2                                          |
| Sachsen-Anhalt         | 49              | 16.388  | 591              | 4.498                 | 7,6                                     | 75,2                                          |
| Schleswig-Holstein     | 94              | 15.990  | 581              | 4.505                 | 7,8                                     | 77,2                                          |
| Thüringen              | 45              | 16.193  | 569              | 4.526                 | 8,0                                     | 76,6                                          |

|                                 | USA 2001 | Australien 2000 | Schweden 2000 | Deutschland 2004 |
| ------------------------------- | -------- | --------------- | ------------- | ---------------- |
| Akutbetten pro 1000 Einw.       | 2,9      | 3,8             | 3,2           | 5,7              |
| Verweildauer in Tagen           | 5,8      | 6,1             | 5             | 8,7              |
| Krankenhausfälle pro 1000 Einw. | 112,4    | 157,7           | 162,6         | 191,6            |

In Deutschland liegt der Bettenstand im Vergleich mit anderen Ländern relativ hoch. Dabei ist ein kontinuierlicher Trend zum Bettenabbau zu verzeichnen. Auch bei der Einweisungsquote und Verweildauer sind die deutschen Zahlen vergleichsweise hoch, wobei die Verweildauer in den letzten Jahren in Deutschland deutlich gesunken ist (siehe Tabelle und obige Ursachen). Dies ist in der unterschiedlichen Strukturierung des Gesundheitswesens der verschiedenen Länder begründet. Eher unterdurchschnittlich sind in Deutschland die Kosten pro Fall, was man einerseits mit der eher niedrigen Personalausstattung, zum anderen mit der Verteilung der Kosten auf viele Fälle erklären kann. So sichern 10,8 Krankenhausmitarbeiter je 1.000 Einwohner die stationäre Versorgung in Deutschland, während zum Beispiel in Österreich 15,3, Irland 14,9 und Italien 12,3 Mitarbeiter pro tausend Einwohnern in der stationären Versorgung arbeiten. Den höchsten Personaleinsatz im Krankenhaus verzeichnen die USA mit einem Wert von 16,1.
Bei den Krankenhauskosten pro Fall wurden in Deutschland 2005 im Durchschnitt pro Patient 5.478 Dollar aufgewendet, während die Vereinigten Staaten 13.452 Dollar, Luxemburg 11.640 Dollar, Kanada 10.334 Dollar, Italien 6.803 Dollar oder Schweden 5.674 Dollar aufwendeten.

## Die 20 häufigsten Hauptdiagnosen bei vollstationären Krankenhauspatienten
Die Angaben gelten für Deutschland 2009 mit ICD-Code und absoluten Fallzahlen.
| ICD-10 | Diagnose Behandlungsanlass                                         | Gesamt  | davon männlich | davon weiblich |
| ------ | ------------------------------------------------------------------ | ------- | -------------- | -------------- |
| Z38    | Lebendgeborene einschließlich gesunde Neugeborene                  | 459.315 | 230.510        | 228.805        |
| I50    | Herzinsuffizienz                                                   | 363.662 | 171.870        | 191.792        |
| F10    | Psychische und Verhaltensstörungen durch Alkohol                   | 339.092 | 249.250        | 89.842         |
| I20    | Angina Pectoris (Herzschmerzen)                                    | 260.505 | 165.838        | 94.667         |
| S06    | Intrakranielle Verletzung (Schädel-Hirn-Trauma)                    | 240.576 | 132.929        | 107.647        |
| I48    | Vorhofflattern und Vorhofflimmern                                  | 231.686 | 121.100        | 110.586        |
| I63    | Ischämischer Schlaganfall (Hirninfarkt)                            | 226.581 | 110.222        | 116.359        |
| J18    | Pneumonie (Lungenentzündung), Erreger nicht näher bezeichnet       | 221.356 | 121.960        | 99.404         |
| K80    | Cholelithiasis (Gallenstein)                                       | 213.680 | 74.359         | 139.321        |
| I21    | Akuter Myokardinfarkt (Herzinfarkt)                                | 207.691 | 132.428        | 75.263         |
| M17    | Gonarthrose (Kniegelenksarthrose)                                  | 205.659 | 73.964         | 131.695        |
| I10    | Essentielle (primäre) Hypertonie (Bluthochdruck)                   | 199.096 | 64.099         | 134.997        |
| I25    | Chronische ischämische Herzkrankheit (Herzkranzgefäße)             | 192.452 | 139.202        | 53.250         |
| C34    | Bösartige Neubildung der Bronchien und der Lunge (Lungenkrebs)     | 188.081 | 127.985        | 60.096         |
| J44    | Sonstige chronische obstruktive Lungenkrankheit                    | 185.396 | 104.706        | 80.690         |
| E11    | Nicht primär insulinabhängiger Diabetes mellitus (Typ-II-Diabetes) | 171.299 | 92.124         | 79.175         |
| K40    | Hernia inguinalis (Leistenbruch)                                   | 168.574 | 148.272        | 20.302         |
| M16    | Koxarthrose (Hüftgelenksarthrose)                                  | 164.004 | 65.886         | 98.118         |
| S72    | Fraktur des Femurs (Bruch des Oberschenkelknochens)                | 160.510 | 47.874         | 112.636        |

## „Kliniksterben“
Kliniksterben ist ein in Deutschland in politischen Diskussionen und in der Berichterstattung verwendetes Schlagwort, mit dem die abnehmende Zahl von Krankenhäusern und Kliniken bezeichnet wird. In anderen Ländern wird versucht, die Ambulanzbetreuung aus dem Krankenhaussektor zurückzudrängen und die stationäre Behandlung als deren Kernkompetenz zu fördern.

### Allgemeines
Als Folge der demografischen Entwicklung in Verbindung mit der Differenzierung der Dienste nach stationärer Behandlung, ambulanter Behandlung und Rehabilitation sowie chronisch oder geriatrisch bedingter Dauerbehandlung wird nach Analysen verschiedener Beratungsunternehmen die Zahl der Krankenhäuser weiter abnehmen. 2012 wurde ein Überangebot von ca. 10 % der Betten für stationäre Behandlung geschätzt. Die Situation wird sich verschärfen, wenn eine weitere Differenzierung der Behandlung nach erreichbarem Outcome und versichertem Aufwand hinzukommen sollte.
Nach Berechnungen der Unternehmensberatung McKinsey wird jede dritte der untersuchten Kliniken nach der Konvergenzphase ihre Kosten nicht mehr decken können. Die Deutsche Krankenhausgesellschaft schätzte, dass in Deutschland bis 2014 ungefähr 330 von ehemals 2.200 Krankenhäusern überzählig sein werden.
Befürworter der Veränderungen sehen die zunehmende Reduzierung von Krankenhausbetten in Deutschland aus wirtschaftlichem und gesundheitspolitischem Blickwinkel als dringend notwendigen Abbau von Überkapazitäten, unter dem die Qualität der flächendeckenden Versorgung nicht leiden werde. Vielmehr werde damit ein wichtiger Beitrag zur Sicherung der Finanzierung des Gesundheitssystems geleistet.
Es besteht die Erwartung, dass in strukturschwachen Gebieten die flächendeckende Versorgung mit allen Leistungen nicht mehr im Nahbereich gewährleistet werden kann (vgl. Lüngen, Lauterbach 2002). Dem steht der Auftrag und der politische Wille vieler Landesregierungen gegenüber, die Versorgung in strukturschwachen Regionen zu sichern.

Statistik der Krankenhäuser nach Bundesländern (2009)

Kliniken mit niedrigem Personalbestand, verringerten Betriebskosten bzw. gesteigerter Effizienz und Abstinenz in der Ausbildung von Nachwuchs kommen wirtschaftlich gegenüber Häusern mit klassischem Versorgungsauftrag besser zurecht. Klassische Produktivitätsbegriffe sind aufgrund des unstetigen Aufkommens an Patienten und des gesetzlich bestimmten Versorgungsauftrags nicht ohne weiteres anwendbar.
Bisher haben nur wenige Krankenhäuser Insolvenz angemeldet, etwa im Jahr 2005 das Evangelische Krankenhaus Rheda-Wiedenbrück (70 Betten). Die Zahl der Schließungen von Krankenhäusern seit dem Jahr 2000 ist gering. 2003–2014 wurden in Deutschland 74 Krankenhäuser geschlossen. In der Regel werden Krankenhäuser in wirtschaftlich kritischer Situation von den Gemeinden, Kreisen und den Ländern (z. B. Universitätskliniken) an private Krankenhausketten verkauft. Universitätskliniken werden zunehmend in andere Rechtsformen, z. B. als Anstalt des öffentlichen Rechts überführt.
Wechsel der Betreiber oder Änderungen der Rechtsform sollen erlauben, Mitarbeiter nach Haustarifverträgen entlohnen zu können. Dies läuft der erwarteten Verknappung von qualifiziertem Personal und der damit langfristig zu erwartenden gegenüber dem Verbraucherpreisindex stärkeren Steigerung der Gehälter entgegen.

### Änderung des Vergütungsschemas durch das DRG-Abrechnungssystem
Als Folge der langjährigen Reformbestrebungen im deutschen Krankenhausbereich, zuletzt der Einführung des DRG-Abrechnungssystems, traten strukturelle Veränderungen in der Krankenhauslandschaft ein, die auch nach Abschluss der Konvergenzphase 2009 weiter andauern werden. Das DRG-System ersetzt die früher individuell verhandelten Pflegesätze zunächst durch eine klinikspezifische, bis 2009 jedoch bundeslandweit einheitliche diagnoseabhängige Pauschalvergütung für jeden Behandlungsfall. Auch nach 10 Jahren kann das DRG-Abrechnungssystem aus medizinischen Gründen keine vollständigen Daten liefern. Die Ausnahmen werden insbesondere für Besondere Einrichtungen durch die jährliche Vereinbarung zur Bestimmung von Besonderen Einrichtungen – VBE von der Selbstverwaltung festgelegt.
Seit der DRG-Einführung ist die Krankenhausverweildauer zunächst gesunken: von 8,9 Tagen 2003 auf 8,7 Tage 2004 und 7,3 Tage 2015. Ob sich diese Entwicklung fortsetzt oder halten wird, kann nicht nachgewiesen werden. Zur Beruhigung von Kritikern der DRG-Einführung hat der Gesetzgeber in § 17 b Abs. 8 Krankenhausfinanzierungsgesetz festgelegt, einen Begleitforschungsbericht vorlegen zu müssen. Ob das DRG-Abrechnungssystem langfristig zur Senkung der Gesamtkosten beiträgt, ist nicht nachzuweisen. Vielmehr zeigen wirtschaftlich erfolgreiche Kliniken eine Strategie spezifisch vermehrter Behandlungsfälle bei gleichem Patientenaufkommen. Eine kritische politische Diskussion erfolgt bisher nicht zusammenhängend.

### Situation im Jahr 2010
Im Mai 2010 erschien der „Krankenhaus Rating Report 2010“ des Rheinisch-Westfälischen Instituts für Wirtschaftsforschung (RWI).
Gemeinsam mit der Beratungsgesellschaft Admed analysierte das RWI mehr als 700 Jahresabschlüsse von Krankenhäusern. Demnach sind etwa 20 % der Häuser mit weniger als 200 Betten insolvenzgefährdet, bei den großen Kliniken sind es 13 %.
- Die 2009 gewährte Finanzspritze der Bundesregierung zur Krankenhausförderung (über drei Milliarden Euro) hat geholfen: Heutzutage (Stand 2010) geht es den meisten deutschen Kliniken wirtschaftlich relativ gut.
- Wenn sie ihre Effizienz in den nächsten Jahren aber nicht steigern, droht die Zahl der von Insolvenz bedrohten Kliniken von zuletzt 11 % auf 18 % im Jahr 2020 zu steigen.
- Kleine Krankenhäuser dürften v. a. deshalb erhebliche Schwierigkeiten bekommen, wenn ihr Leistungsportfolio zu breit ist. Bei der Analyse der Zahlen schneiden Kliniken mit nur einer oder zwei Fachabteilungen deutlich besser ab als solche mit drei oder mehr Abteilungen.

- Kliniken in Westdeutschland drohen hohe Pensionsaufwendungen durch Zahlungen in Versorgungskassen. Ostdeutsche Häuser gehören meist keiner öffentlichen Zusatzversorgung an.
- Gerade für ländliche Gebiete prognostiziert die Studie, dass die derzeitige Infrastruktur mittel- bis langfristig nicht mehr dem Bedarf entspricht und nicht in ihrem heutigen Umfang aufrechterhalten werden kann. Wegbrechende Steuereinnahmen der Kommunen (Wirtschaftskrise) verschärfen die Situation. Das jährliche Defizit der kommunalen Kliniken werde sich in den nächsten drei Jahren auf 439 Mio. Euro fast verdoppeln.
- Die mehr als 2.000 Krankenhäuser müssen ihre Effizienz weiter verbessern, damit die Kosten nicht stärker als die Erlöse steigen. Da die öffentlichen Investitionen ungeachtet der Verpflichtungen aus dem Krankenhausfinanzierungsgesetz tendenziell sinken, sollten die Betriebe ihre Innenfinanzierungskraft stärken, also Investitionsmittel aus eigener Kraft erwirtschaften.
- Dabei könnten zufriedene Patienten helfen. Kliniken, in denen die Patienten eine hohe Zufriedenheit zeigen, haben laut Studie tendenziell eine bessere Bewertung („rating“) als andere.

### Heutige Situation
Im Jahr 2019 veröffentlichte die gemeinnützige Bertelsmann Stiftung eine Simulation und Analyse einer Neustrukturierung der Krankenhausversorgung am Beispiel einer Versorgungsregion in Nordrhein-Westfalen. Die mitwirkenden Experten forderten eine signifikante Reduzierung der Anzahl deutscher Kliniken, um die Versorgung insgesamt zu verbessern. Die schwierige Finanzlage mache dies notwendig. Nur in ausreichend großen Kliniken könnten Facharztstellen rund um die Uhr besetzt werden. Auch der Mangel an Pflegekräften könne dort gemindert werden. Ferner verbessere sich die Verfügbarkeit von Computertomografen und anderen wichtigen Geräten. Die Vorschläge wurden unter anderem von Seiten der Kliniken scharf kritisiert, weil man eine Einschränkung der Grundversorgung befürchtete. 2024 wurde mit dem Bundes-Klinik-Atlas ein Online-Angebot eingeführt, bei dem sich Patienten über die verschiedenen Krankenhäuser informieren können.

### Übersicht: Anzahl Krankenhäuser im Zeitverlauf
| Anzahl der Betten | Anzahl der allgemeinen Krankenhäuser | Anzahl der allgemeinen Krankenhäuser | Anzahl der allgemeinen Krankenhäuser | Anzahl der allgemeinen Krankenhäuser | Anzahl der allgemeinen Krankenhäuser | Anzahl der allgemeinen Krankenhäuser |
| Anzahl der Betten | 1991                                 | 2000                                 | 2010                                 | 2015                                 | 2020                                 | 2021                                 |
| ----------------- | ------------------------------------ | ------------------------------------ | ------------------------------------ | ------------------------------------ | ------------------------------------ | ------------------------------------ |
| 1 bis 49          | 264                                  | 277                                  | 315                                  | 297                                  | 293                                  | 284                                  |
| 50 bis 99         | 275                                  | 240                                  | 228                                  | 191                                  | 178                                  | 173                                  |
| 100 bis 149       | 294                                  | 267                                  | 227                                  | 208                                  | 188                                  | 188                                  |
| 150 bis 199       | 257                                  | 261                                  | 179                                  | 148                                  | 154                                  | 143                                  |
| 200 bis 299       | 397                                  | 346                                  | 266                                  | 228                                  | 212                                  | 222                                  |
| 300 bis 399       | 242                                  | 239                                  | 178                                  | 162                                  | 152                                  | 147                                  |
| 400 bis 499       | 158                                  | 130                                  | 128                                  | 121                                  | 125                                  | 125                                  |
| 500 bis 599       | 85                                   | 86                                   | 81                                   | 94                                   | 80                                   | 78                                   |
| 600 bis 799       | 83                                   | 71                                   | 67                                   | 76                                   | 82                                   | 84                                   |
| 800 bis 999       | 29                                   | 25                                   | 30                                   | 34                                   | 35                                   | 32                                   |
| über 1000         | 80                                   | 61                                   | 59                                   | 60                                   | 59                                   | 58                                   |
| GESAMT            | 2.164                                | 2.003                                | 1.758                                | 1.619                                | 1.558                                | 1.534                                |

## Privatisierung von Krankenhäusern

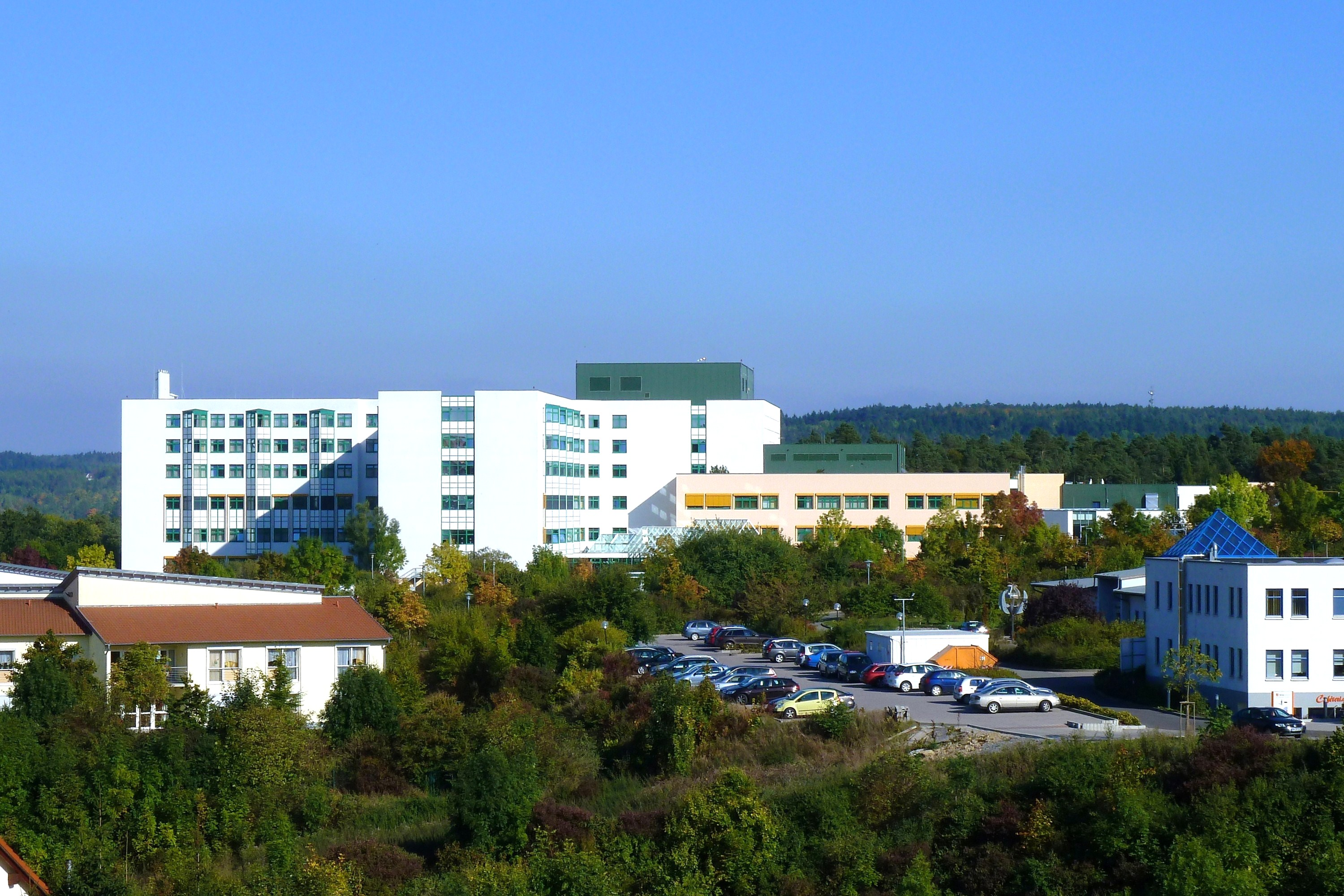
Erster mischfinanzierter und privat geführter Akutkrankenhaus-Neubau Deutschlands – Helios Klinikum Meiningen (1995)

Während von 1991 bis 2017 der Anteil öffentlicher Anstalten von 46 % auf 28,8 % abgenommen hat, hat sich der Anteil der Einrichtungen in privater Trägerschaft von 14,8 % auf 37,1 % ausgeweitet. Den Krankenhausmarkt bestimmen dabei zunehmend große, gewinnorientierte Unternehmen wie Asklepios, Rhön, Sana oder Helios. Allerdings werden aufgrund der durchschnittlich höheren Bettenzahl pro Klinik insgesamt 48,0 % der Krankenhausbetten von den öffentlichen Einrichtungen getragen (18,7 % von den Privaten), wobei auch dort der Trend in dieselbe Richtung geht.
| Klinikbetreiber                                           | Umsatz 2006 | Umsatz 2010 | Umsatz 2011 | Umsatz 2015 |
| --------------------------------------------------------- | ----------- | ----------- | ----------- | ----------- |
| Rhön-Klinikum                                             | 1.933       | 2.550       | 2.629       | 1.108       |
| Helios Kliniken/Fresenius                                 | 1.673       | 2.520       | 2.665       | 5.578       |
| Asklepios                                                 | 2.150       | 2.305       | 2.557       | 3.099       |
| Sana Kliniken                                             | 792         | 1.485       | 1.629       | 2.329       |
| Schön Kliniken                                            | 348         | 558         | 575         | 743         |
| Damp Holding                                              | 422         | 487         | 475         |             |
| Mediclin                                                  | 378         | 487         | 493         | 555         |
| Ameos                                                     | 244         | 377         | > 400       | 685         |
| SRH Kliniken                                              | 342         | 360         | 565         | 841         |
| Paracelsus-Kliniken                                       | 284         | 336         | 331         | 373         |
| Zum Vergleich größter kommunaler Krankenhauskonzern:      |             |             |             |             |
| Vivantes                                                  | 718         | 837         | 865         | 1.085       |
| Zum Vergleich größter konfessioneller Krankenhauskonzern: |             |             |             |             |
| St. Franziskus-Stiftung Münster                           | 400         | 602         | 624         |             |

## Gliederung eines Krankenhauses

### Organisatorische Gliederung

#### Krankenhausfachabteilungen
Zumindest große Krankenhäuser sind weiterhin deutlich über zahlreiche Fachabteilungen untergliedert, z. B. mit Fachabteilungen für Chirurgie, Neurochirurgie, Herzchirurgie, Kardiologie, Innere Medizin, Geburtshilfe, Neonatologie, Orthopädie, Interventionelle Radiologie, Neurologie, Psychosomatik, Dermatologie, Palliativmedizin. All die vielen zugelassenen Fachabteilungen/Fachabteilungsschlüssel sind aufgeführt in der jeweils aktuellen Anlage 2 zur Vereinbarung nach § 301 SGB V). Bei diesen Krankenhausfachabteilungen wird zwischen bettenführenden und rein diagnostischen Abteilungen (z. B. die Radiologische Diagnostik) unterschieden. Jede Fachabteilung wird dabei von einem Chefarzt geleitet. Einer solchen Fachabteilung sind dann i. d. R. verschiedene Ambulanzen, Stationen, Tageskliniken u. ä. als Untereinheiten zugeordnet. Diese werden zum Teil und weiter zunehmend aber auch fachabteilungsübergreifend genutzt.
Zudem gehen immer mehr Krankenhäuser den Weg, sich zumindest teilweise von den historischen vertikalen hierarchischen starren Strukturen zu lösen und stellen die Prozessorganisation mit in den Vordergrund. So haben mittlerweile viele große Krankenhäuser zentrale Notaufnahmen, zentrale OPs u. ä.

#### Institute und Krankenhausapotheken
Oft verfügen die Krankenhäuser selbst über eigene Apotheken. Und in größeren Krankenhäusern, insbesondere an den Universitätsklinika, gibt es zudem eine Reihe medizinischer Institute. Beispiele für diese Einrichtungen sind Institute für Pathologie, für Transfusionsmedizin, für Hygiene,  für Rechtsmedizin sowie auch Institute für Seltene Erkrankungen, für Infektiologie und für Immunologie, für Hausarztmedizin, für Digitale Medizin, für Humangenetik, für Pharmakologie und für Toxikologie sowie weitere.

#### Weitere Krankenhausinfrastruktur
Die Geschäftsführung setzt sich in der Regel zusammen aus dem Leiter der Verwaltung (Kaufmännischer Geschäftsführer, Verwaltungsdirektor), dem Ärztlichen Leiter (Ärztlicher Direktor) und der Pflegedienstleitung. Bei Großkliniken wie den Universitätskliniken gibt es zumeist einen drei- bis fünfköpfigen Vorstand zur Leitung des operativen Geschäfts.
Neben der Ambulanzen zur ambulanten Krankenhausbehandlung sonst zuhause lebender Patienten gibt es die stationäre Krankenhausaufnahme. Dabei bezeichnet Aufnahme sowohl eine Verwaltungsabteilung im Krankenhaus zur Erledigung der Aufnahmeformalitäten wie auch diese Formalitäten selbst (Patientenaufnahme). Die Krankenhausaufnahme ist mit einem Vertragsabschluss verbunden, der neben der Krankenbehandlung Wahlleistungen, z. B. die Unterbringungsform, Chefarztbehandlung und deren Bezahlung umfassen kann. Bis zur Entlassung müssen durch die Verwaltung die verschiedenen Dienstleistungen dem Behandlungsverlauf entsprechend und zeitnah erfasst und in Rechnung gestellt werden. Dazu dient ein Krankenhausinformationssystem, das als Datenbank angelegt ist und vor allem den „Workflow“ nachvollziehbar macht (auch Koordinierendes Klinik Management genannt). Die gesammelten Informationen können den beteiligten Fachabteilungen ggf. unter Einbeziehung eines krankenhauseigenen Medizincontrollings bzw. des Finanzcontrollings durch das Rechenzentrum schnell und in ausreichend anonymisierter Form zur Verfügung gestellt werden.

### Modulare Gliederung

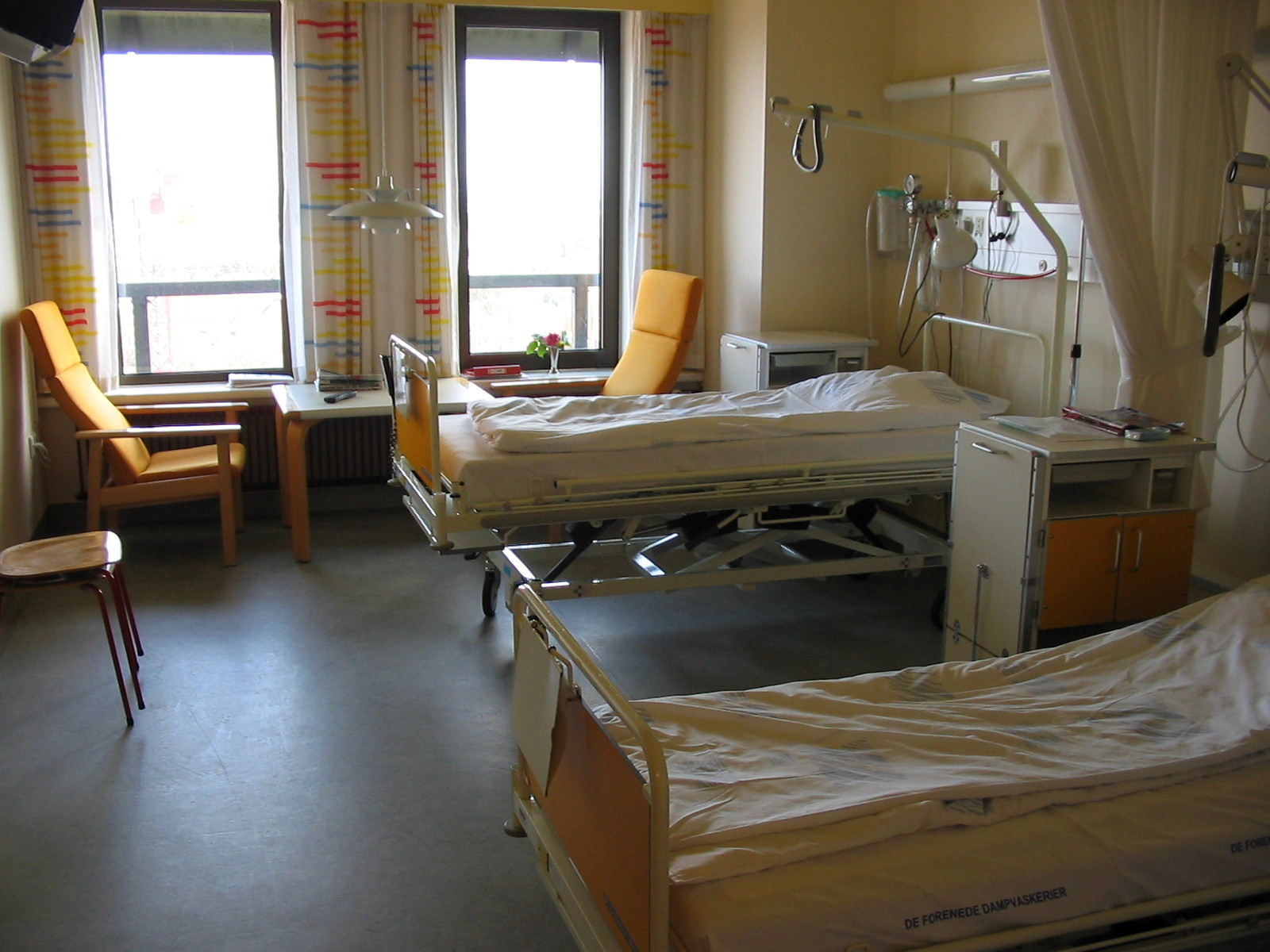
Krankenzimmer

In jüngerer Zeit wird zumindest teilweise die Organisationsstruktur von Krankenhäusern bzw. Krankenhausteilbereichen mit dem Ziel größerer Effizienz auf ein sogenanntes Modulsystem bzw. eine modulare Organisation umgestellt. Dabei werden krankenhausweit oder doch zumindest auf der Ebene von medizinischen Zentren innerhalb des Krankenhauses, wie einem Chirurgischen Zentrum, einem Neurozentrum u.ä, nur therapeutische, diagnostische und pflegerische Bereiche unterschieden. Durch diese Bildung von Zentren, in denen man sich an Krankheitsbildern orientiert, sollen die sogenannten Behandlungspfade in der Patientenversorgung optimiert werden.
Nach dem System der modularen Gliederung gibt es in der Krankenpflege die folgenden Bereiche mit sehr unterschiedlicher Pflegeintensität:
- Low Care Station
Zur Aufnahme von nur geringfügig pflegebedürftigen oder kurzzeitig stationär behandelten, meist relativ mobilen Patienten.
- Normalstation
Dient zur Pflege und Behandlung bettlägeriger Patienten, die keiner Intensivpflege bedürfen.
- Überwachungsstation (Intermediate Care)
Eine Station, in der nicht beatmete Patienten am Monitor intensivmedizinisch überwacht werden können, jedoch keine (umfassende) intensivmedizinische Betreuung möglich ist.
- Intensivstation (Intensive Care)
Betreuung pflegeintensiver Langliegepatienten und beatmungspflichtiger Patienten.

### Funktionelle Gliederung
Ein Krankenhaus lässt sich in funktionale Bereiche gliedern:
- Untersuchung und Behandlung (Ambulanz, Poliklinik, Rettungsstelle (oder ZPA = Zentrale Patienten-Aufnahme), Schockraum, Endoskopie, Operationssaal, Kreißsaal usw.)
- Pflegedienst (Bettenstationen)
- Physiotherapie
- Soziale Dienste, Seelsorge (Sozialdienst, Krankenhauskapelle)
- Patienten- und Besucherservice (Rezeption, Cafeteria, Patientenbibliothek)
- Ver- und Entsorgung (Werkstätten, Lager, Küche, Apotheke, Zentralsterilisation, OP; s. a. Krankenhauslogistik)
- Verwaltung (Leitung, Betriebswirtschaft, Personalwesen, Technik, EDV, Betriebsrat usw.)
- Forschung und Lehre (Hörsaal, Unterrichtsräume, Krankenhausbibliothek)
- Sonstige Bereiche (z. B. Rettungswache, Fremdfirmen, Kindergarten)

In Deutschland regelt die DIN 13080 die Unterteilung eines Krankenhauses, ein Umstand, der bei der staatlichen Förderung von Krankenhäusern eine wichtige Rolle spielt.

## Kosten der Krankenhäuser in Deutschland

### Überblick
In allen Bundesländern Deutschlands gibt es zusammen 1925 Einrichtungen, die der Definition eines Krankenhauses entsprechen (Stand per Ende 2018). Die Zahl verringerte sich laut dem Statistischen Bundesamt seit 1991 um 486, während die Zahl der behandelten Personen von 14,6 Millionen auf 19,4 Millionen wuchs. Die Verringerung beabsichtigt laut der Gesundheitsverwaltung, eine bessere Qualität und eine bessere Auslastung der Krankenhäuser zu erreichen, die Kosten zu verringern und die Personalausstattung zu bündeln. – Vorrang hatte bis zum Beginn der Coronavirus-Pandemie im Frühjahr 2020 die Wirtschaftlichkeit eines Krankenhauses mithilfe eines Strukturfonds, der die Schließungen finanziert. Nun wird jedoch seitens der Politik ein Umdenken in Betracht gezogen. Im Vordergrund soll die wohnortnahe umfassende Patientenversorgung stehen. Der Kernauftrag der Krankenhäuser mit dem Schutz und der Rettung von Leben soll Bestandteil der öffentlichen Daseinsfürsorge werden, die nicht marktwirtschaftlich gesteuert werden darf. – Es gibt aber auch weiterhin Befürworter für den Abbau von Krankenhäusern, zu denen der Gesundheitsexperte Karl Lauterbach gehört. Er und andere berufen sich vor allem auf eine von der Bertelsmann Stiftung, unter Verantwortung von Reinhard Busse durchgeführte Studie.
Die Krankenhausfinanzierung kann monistisch, oder wie bei öffentlichen Häusern in Deutschland üblich, über eine Duale Finanzierung durch die öffentliche Hand (Investitionszuschüsse der Länder) und den Krankenkassen erfolgen. Zu diesen Einnahmen kommen noch zusätzliche sonstige Leistungen.
Die Kosten der Krankenhäuser betrugen im Jahr 2011 insgesamt 81,8 Milliarden Euro. Zusätzlich noch die Kosten der Ausbildungsstätten in Höhe von 600 Mio. Euro und die Aufwendungen für den Ausbildungsfonds in Höhe von 1,1 Mrd. Euro, der in mehreren Bundesländern zur Finanzierung der Kosten der Ausbildung dient. Enthalten sind hierbei auch Kosten für nichtstationäre Leistungen in Höhe von 10,8 Mrd. Euro, davon 3,7 Mrd. Euro für die ambulanten Kosten und 2,7 Mrd. Euro für wissenschaftliche Forschung und Lehre. Die Kosten nur für die stationäre Krankenhausversorgung lagen demnach 2011 bei 72,6 Mrd. Euro.
Die stationäre Behandlung eines Patienten in Deutschland kostete 2011 durchschnittlich 3.960 Euro pro Fall. Insgesamt 18,3 Millionen Patienten wurden 2011 vollstationär im Krankenhaus behandelt.

### Daten nach § 21 KHEntgG
Nach dem deutschen Krankenhausentgeltgesetz KHEntgG muss jedes deutsche Krankenhaus spätestens bis zum 31. März eines jeden Jahres bestimmte Krankenhaus- und fallbezogene Daten an die DRG-Datenstelle übermitteln. Zu diesen Daten gehören u. a. das Alter des Patienten, Aufnahme- und Entlassungszeitpunkt, Diagnosen, Prozeduren etc. Nicht übermittlungspflichtig sind z. B. Angaben über ambulant behandelte Patienten. Durch die Einführung der Übermittlungspflicht werden von den deutschen Krankenhäusern vergleichbare Daten übermittelt. Dies ermöglicht Leistungsvergleiche, die sowohl vom Bund als auch von einzelnen Krankenhäusern im Zweckverband durchgeführt werden.
Auszug aus § 21 KHEntgG:
„Das Krankenhaus übermittelt auf einem maschinenlesbaren Datenträger jeweils zum 31. März für das jeweils vorangegangene Kalenderjahr die Daten nach Absatz 2 an eine von den Vertragsparteien nach § 17b Abs. 2 Satz 1 des Krankenhausfinanzierungsgesetzes zu benennende Stelle auf Bundesebene (DRG-Datenstelle)“
Zusätzlich übermitteln einige sog. „Kalkulationshäuser“ ihre Kostendaten zu diesen Fällen. Die übermittelten Daten werden vom Institut für das Entgeltsystem im Krankenhaus (InEK) zur Kalkulation der DRG-Fallpauschalen genutzt, siehe auch German Diagnosis Related Groups (G-DRG).
Da die Daten von jedem Krankenhaus erhoben werden, gibt es auch zahlreiche (kostenpflichtige) Programme, die die erhobenen Daten für die Krankenhäuser aufbereiten und für diverse Zwecke zur Verfügung stellen, sei es für Reportingzwecke oder für die Erstellung von Qualitätsberichten. Damit sind die Daten mittlerweile eine Datenquelle, die aus dem Krankenhaus kaum noch wegzudenken ist, da sie aufgrund der gesetzlichen Normvorgabe gerade der Einsatz von diversen Programmen verschiedener Hersteller in breiter Masse erst ermöglichen.

### Überblick nach Bundesländern
| Jahr/Bundesland        | Bevölkerung 31. Dez. 2011 | Kranken- häuser | Betten  | Fallzahl   | Brutto-Gesamtkosten in EUR | davon Personalkosten in EUR | Anteil der Personalkosten | davon Sachkosten in EUR | Anteil der Sachkosten | Bereinigte Kosten je Fall in EUR* |
| ---------------------- | ------------------------- | --------------- | ------- | ---------- | -------------------------- | --------------------------- | ------------------------- | ----------------------- | --------------------- | --------------------------------- |
| Baden-Württemberg      | 10.786.227                | 285             | 56.910  | 2.059.083  | 10.462.693.000             | 6.450.228.000               | 61,65 %                   | 3.696.022.000           | 35,33 %               | 4.218                             |
| Bayern                 | 12.595.891                | 370             | 75.827  | 2.811.503  | 12.756.283.000             | 7.643.317.000               | 59,92 %                   | 4.780.687.000           | 40,08 %               | 4.041                             |
| Berlin                 | 3.501.872                 | 79              | 19.905  | 771.418    | 3.873.529.000              | 2.137.817.000               | 55,19 %                   | 1.638.180.000           | 44,81 %               | 4.276                             |
| Brandenburg            | 2.495.635                 | 53              | 15.210  | 544.582    | 2.046.111.000              | 1.169.716.000               | 57,17 %                   | 838.347.000             | 42,83 %               | 3.569                             |
| Bremen                 | 661.301                   | 14              | 5.134   | 200.279    | 935.471.000                | 528.823.000                 | 56,53 %                   | 375.888.000             | 43,47 %               | 4.424                             |
| Hamburg                | 1.798.836                 | 47              | 12.071  | 461.221    | 2.594.567.000              | 1.383.746.000               | 53,33 %                   | 1.210.821.000           | 46,67 %               | 4.628                             |
| Hessen                 | 6.092.126                 | 174             | 35.941  | 1.299.328  | 5.867.105.000              | 3.345.084.000               | 57,01 %                   | 2.342.194.000           | 42,99 %               | 4.060                             |
| Mecklenburg-Vorpommern | 1.634.734                 | 39              | 10.375  | 410.150    | 1.661.860.000              | 962.588.000                 | 57,92 %                   | 674.509.000             | 42,08 %               | 3.575                             |
| Niedersachsen          | 7.913.502                 | 197             | 42.204  | 1.615.879  | 7.391.018.000              | 4.413.907.000               | 59,72 %                   | 2.738.473.000           | 40,28 %               | 3.890                             |
| Nordrhein-Westfalen    | 17.841.956                | 401             | 121.556 | 4.286.435  | 19.513.513.000             | 11.665.002.000              | 59,78 %                   | 7.249.342.000           | 40,22 %               | 3.876                             |
| Rheinland-Pfalz        | 3.999.117                 | 95              | 25.375  | 890.729    | 3.815.467.000              | 2.408.637.000               | 63,13 %                   | 1.298.649.000           | 36,87 %               | 3.807                             |
| Saarland               | 1.013.352                 | 23              | 6.451   | 266.487    | 1.239.818.000              | 754.341.000                 | 60,84 %                   | 442.742.000             | 39,16 %               | 4.193                             |
| Sachsen                | 4.137.051                 | 80              | 26.467  | 986.173    | 3.904.149.000              | 2.220.194.000               | 56,87 %                   | 1.637.693.000           | 43,13 %               | 3.694                             |
| Sachsen-Anhalt         | 2.313.280                 | 49              | 16.388  | 591.354    | 2.365.056.000              | 1.438.438.000               | 60,82 %                   | 896.358.000             | 39,18 %               | 3.645                             |
| Schleswig-Holstein     | 2.837.641                 | 94              | 15.990  | 580.808    | 2.706.199.000              | 1.561.176.000               | 57,69 %                   | 1.058.138.000           | 42,31 %               | 3.993                             |
| Thüringen              | 2.221.222                 | 45              | 16.193  | 568.731    | 2.282.955.000              | 1.402.903.000               | 61,45 %                   | 843.955.000             | 38,55 %               | 3.630                             |
| Deutschland            | 81.843.743                | 2.045           | 502.029 | 18.342.989 | 83.415.795.000             | 49.485.917.000              | 59,32 %                   | 31.647.443.000          | 40,68 %               | 3.960                             |

*= Bereinigte Kosten = Brutto-Kosten abzüglich nichtstationärer Kosten (zum Beispiel Ambulanz, wissenschaftliche Forschung und Lehre). Zu den Sachkosten zählen auch Aufwendungen für den Ausbildungsfonds, Kosten der Ausbildungsstätten und Zinsen.

### Personalkosten
| Kostenart                                                                                | Summe in Euro  | Anteil | Berufsgruppen (Auswahl) |
| ---------------------------------------------------------------------------------------- | -------------- | ------ | --- |
| Pflegedienst                                                                             | 15.708.848.000 | 31,7 % | Pflegedienstleitung (Pflegedirektor), Fachkraft zur Leitung einer Funktionseinheit (Stationsleitung), Fachgesundheits- und Krankenpfleger (Stationsdienst), Gesundheits- und Krankenpfleger, Gesundheits- und Kinderkrankenpfleger, Gesundheits- und Pflegeassistent/Gesundheits- und Krankenpflegehelfer, Hygienefachkraft etc. |
| Ärztlicher Dienst                                                                        | 14.729.248.000 | 29,8 % | Ärztlicher Direktor, Chefärzte, Oberärzte, Assistenzärzte etc. (ohne Honorarärzte) |
| Medizinisch-technischer Dienst                                                           | 06.675.885.000 | 13,4 % | Apotheker, Case Manager, Chemiker, Diätassistenten, Kliniksozialdienst (Sozialpädagogen, Sozialarbeiter), Masseur und medizinischer Bademeister, Medizinische Fachangestellte (Arzthelfer, Schreibkräfte im ärztlichen und medizinisch-technischen Bereich), Medizinische Technologen, Logopäden, Orthoptist, Pharmazeutisch-technische Assistenten, Physiotherapeuten, Psychologen                                                                     |
| Funktionsdienst                                                                          | 04.870.612.000 | 09,8 % | Anästhesietechnischer Assistent, Chirurgisch-Technischer Assistent, Physiotherapeut, Ergotherapeut, Fachpflegekraft für Intensivpflege und Anästhesie, Fachpflegekraft im Operationsdienst, Hebammen und Entbindungspfleger, Krankentransportdienst, Operationstechnische Assistenten, Beschwerde- und Risikomanager, Pflegefachkraft in der ambulanten Pflege                                                                                          |
| Verwaltungsdienst                                                                        | 03.160.629.000 | 06,4 % | Kaufmännischer Geschäftsführer, Fachwirt im Sozial- und Gesundheitswesen, Betriebswirt, Fachwirt Sozialwesen, Kaufmännischer Assistent, Kaufmann im Gesundheitswesen, Bürokaufmann, Medizincontroller, Bilanzbuchhalter, Sekretäre etc. |
| Wirtschafts- und Versorgungsdienst                                                       | 01.607.176.000 | 03,2 % | Einkäufer, Fachkraft für Lagerlogistik, Lageristen, Küchenpersonal und Ernährungsberater, Pförtner, Versorgungsassistenten, Mitarbeiter für Entsorgung, Hol- und Bringdienste etc. |
| Übrige Personalkosten (bspw. Klinisches Hauspersonal, Technischer Dienst, Sonderdienste) | 02.733.520.000 | 05,5 % | Handwerker (bspw. Elektroinstallateur, Anlagenmechaniker für Sanitär-, Heizungs- und Klimatechnik, Gärtner/Gartenbaufachwerker, Maler und Lackierer), Hausmeister, Hauswirtschaftliche Betriebsleiter, Haus- und Reinigungskräfte (Gebäudereiniger, Reinigungskräfte, Textilreiniger), Medizintechniker, Technischer Leiter, Technischer Fachwirt, IT-Systemelektroniker, Systemadministrator, Seelsorger, sowie nicht zurechenbare Personalkosten etc. |

### Sachkosten
Die Einnahme- und Ausgabestruktur wird anhand der Krankenhaus-Buchführungsverordnung ermittelt.
| Kostenart                       | Summe in Euro  | Anteil | Beispiele |
| ------------------------------- | -------------- | ------ | --- |
| Medizinischer Bedarf            | 15.460.952.000 | 48,9 % | Arzneimittel, Infusionslösungen, ärztliches und pflegerisches Verbrauchsmaterial (Handschuhe, Spritzen, Kanülen, Krankenunterlagen, Wundverbände etc.), Blutkonserven, Dialysebedarf, Implantate (bspw. Implantierbarer Kardioverter-Defibrillator, Herzschrittmacher, Gefäßprothesen, Stents), medizinische Instrumente, Laborbedarf, Narkose- und sonstiger OP-Bedarf, Transplantate, Verbandmittel, siehe auch: Liste von Medizinprodukten. |
| Pflegesatzfähige Instandhaltung | 03.142.338.000 | 09,9 % | Nach § 4 Abgrenzungsverordnung (AbgrV) sind Pflegesatzfähig nur die Kosten die von Leistungen (Instandhaltungen), die für den Bereich der voll- und teilstationären Krankenhausleistungen sowie im Falle des Erlösabzugs für vor- und nachstationäre Leistungen erbracht wurde. Nicht hierzu zählt die Vermehrung, erhebliche Veränderung oder Verlängerung der Nutzungsdauer des Anlagegutes des Krankenhauses. |
| Wirtschaftsbedarf               | 02.883.563.000 | 09,1 % | Desinfektionsmittelbedarf, Reinigungsbedarf, Wäschereinigung, Gartenpflege, kultureller Sachaufwand |
| Verwaltungsbedarf               | 02.110.344.000 | 06,7 % | Büromaterialien (Kopierpapier, Briefumschläge), Druckerzeugnisse (Formulare, Vordrucke), Portokosten, Bankgebühren, Personalbeschaffungskosten, Rundfunkbeitrag, Telefon- und Providerkosten, Reisekosten, Literatur, EDV-Aufwand (Computer, Drucker, Kopiergeräte, Toner, Software, Datensicherung) etc. |
| Wasser, Energie, Brennstoffe    | 02.057.357.000 | 06,5 % | Abwasser, Strom, Fernwärme, Erdöl, Erdgas, Wasser |
| Übrige Sachkosten               | 05.992.889.000 | 18,9 % | Lebensmittel, Honorarärzte, Zeitarbeiter (Arbeitnehmerüberlassung), Kosten für Mieten und Pachten, Versicherungen (bspw. Betriebshaftpflichtversicherung, Gebäudeversicherung), Kosten für zentrale Gemeinschaftsdienste (Gemeinsam mit anderen Krankenhäusern betriebene Einrichtungen bspw. auch Konzerntochtergesellschaften) oder Kosten für externe Dienstleistungsunternehmen (bei Outsourcing von Bereichen wie bspw. Labor, Reinigung, Speisenversorgung, Logistik, Pförtnerdienst, Medizintechnik, Handwerker etc.), Gemeindeabgaben (Müllabfuhr, Straßenreinigung), Entsorgungskosten |

## Bettenbelegung
Die OECD in Paris hat die durchschnittliche Belegungsrate in Akutkrankenhäusern erhoben. 2005 belief sie sich in 17 erfassten OECD-Ländern auf durchschnittlich 74,2 % (2000: 73,6 %). Die Rangliste für 2005: Norwegen 87,5, Schweiz 86,1, Irland 85,6, Großbritannien 83,9, Japan 79,2, Österreich 79, Ungarn 75,7, Deutschland und Tschechische Republik 75,6, Frankreich 73,4, Portugal 73,2, USA 67,4, Slowakische Republik 66,7, Luxemburg 64,7, Türkei 64,5, Niederlande 63,9 und Mexiko 61 %. (OECD Health Data 2007, OECD Paris 2007)
Anzahl der Krankenhäuser in Deutschland nach der Anzahl der Betten 2016:
| Anzahl der Betten | Anzahl der allg. Krankenhäuser |
| ----------------- | ------------------------------ |
| 1 bis 49          | 292                            |
| 50 bis 99         | 193                            |
| 100 bis 149       | 201                            |
| 150 bis 199       | 151                            |
| 200 bis 299       | 227                            |
| 300 bis 399       | 157                            |
| 400 bis 499       | 122                            |
| 500 bis 599       | 95                             |
| 600 bis 799       | 73                             |
| 800 bis 999       | 36                             |
| über 1000         | 60                             |

## Risiken im Krankenhaus
Eine Auswertung von zahlreichen Studien ergab, dass in Deutschland pro Jahr im Krankenhausbereich mit 5–10 % unerwünschter Ereignisse, 2–4 % Schäden, 1 % Behandlungsfehler und 0,1 % Todesfälle, die auf Fehler zurückgehen, zu rechnen ist. Bei jährlich 17 Millionen Krankenhauspatienten entspricht dies 850.000 bis 1,7 Mio. unerwünschten Ereignissen, 340.000 Schäden (vermeidbare unerwünschte Ereignisse), 170.000 Behandlungsfehler (mangelnde Sorgfalt) und 17.000 auf vermeidbare unerwünschte Ereignisse zurückzuführende Todesfälle. Der gesamte ambulante Bereich ist darin nicht enthalten. (Sachverständigenrat zur Begutachtung der Entwicklung im Gesundheitswesen, „Kooperation und Verantwortung“, BMG 2007)
Im Jahr 2000 hat eine Analyse des Institute of Medicine („To Err is Human“) ergeben, dass es in den USA jährlich zu 44.000 bis 98.000 (Krankenhaus-)Todesfällen komme, die durch Fehler verursacht werden, womit die tödliche Komplikationsrate, bezogen auf die Einwohnerzahl, ähnlich hoch wie in Deutschland liegen dürfte.
1991 wurden in Deutschland 14 Millionen Patienten stationär versorgt, die im Schnitt zwei Wochen blieben. 2009 waren es 18 Millionen Patienten, die etwa acht Tage blieben. 2023 waren es 17,2 Millionen Menschen, die im Schnitt sieben Tage blieben.
Zwischen 1996 und 2008 wurden beim Pflegepersonal 50.000 Stellen abgebaut. Gleichzeitig wurden 18.000 Stellen allein im medizinischen Bereich aufgebaut und weitere Stellen im Assistenzbereich geschaffen. 2023 stieg die Zahl der Beschäftigtem im ärztlichen Dienst von Krankenhäusern um 2,2 Prozent an, im Pflegedienst um 3,7 Prozent.
Für zwei Drittel aller Fehler, die bei der Medikation passieren, sind Ärzte verantwortlich, zum Beispiel durch Nichtbeachten von Kontraindikationen oder negativen Wechselwirkungen. Das übrige Drittel an Medikationsfehlern liegt in der Verantwortung des Pflegepersonals, zum Beispiel durch Medikamenten-Verwechslungen. 1.000 Audiomitschnitte von Arzt-Patienten-Begegnungen ergaben, dass nur in 6 % der Fälle über Vorteile und Risiken einer Therapiemethode aufgeklärt wurde; nur in jeder fünften Unterredung wurden die Wünsche des Patienten diskutiert.
Jährlich erkranken etwa 500.000 Patienten im Krankenhaus an Infektionen. Etwa 150.000 davon werden auf mangelnde Hygiene von Ärzten und Pflegepersonal zurückgeführt.
Hygiene ist in gesundheitspolitischer Sicht Ländersache und durch entsprechende Rechtsverordnungen der einzelnen Bundesländer geregelt. Das Bundesministerium für Gesundheit hat daher keine Einflussmöglichkeit. Gesetzliche Krankenkassen dürfen keine Empfehlungen aussprechen, also keine Auswahl hygienischer Kliniken anbieten. Dabei sind hier, insbesondere bei MRSA, große Unterschiede in der Verbreitung multiresistenter Keime zwischen einzelnen Krankenhäusern und in verschiedenen Bundesländern zu beobachten. Alternativen sind Bewertungsportale für Kliniken. Indirekte Bewertungen lassen sich aus der Zahl der Behandlungsfehler gewinnen, die auch als Kunstfehler bezeichnet werden.

## Digitalisierung von Krankenhäusern
Krankenhäuser sind Zentren der Digitalisierung. Im Jahr 2023 machten Gesundheitsdaten 30 % des weltweiten Datenverkehrs aus. Dabei ist vor allem der starke Anstieg der medizinischen Datenverarbeitung, etwa in der elektronische Patientenakte (Deutschland) oder bei bildgebenden Verfahren (Medizin), verantwortlich. Um die Gesundheitsdaten zu verarbeiten und auszutauschen, werden während des Krankenhausaufenthaltes eines Patienten verschiedenste IT-Anwendungen genutzt. Beispiele sind das Patientendatenmanagementsystem, das Labor-Informations- und Management-System und das Radiologieinformationssystem. Die zentrale IT-Anwendung eines Krankenhauses, die die verschiedenen Systeme vereinigt, ist das Krankenhausinformationssystem. Die Konfiguration des Krankenhausinformationssystems kann dabei je nach Krankenhaus abweichen. Im Rahmen des Krankenhauszukunftsgesetzes, konnten Krankenhäuser im Zeitraum von Oktober 2020 bis Dezember 2021 Förderanträge für den Ausbau der digitalen Infrastruktur und Notfallkapazitäten stellen. Geförderte Bereiche der digitalen Infrastruktur waren zum Beispiel Patientenportale, elektronische Dokumentation von Pflege- und Behandlungsleistungen, digitales Medikationsmanagement, Maßnahmen zur IT-Sicherheit sowie sektorenübergreifende telemedizinische Netzwerkstrukturen.
In Peking hat das erste KI-Krankenhaus Chinas, das "AI Agent Hospital", am 26. April 2025 seinen Betrieb aufgenommen. Das Projekt der Tsinghua Universität zielt darauf ab, künstliche Intelligenz in den Krankenhausbetrieb zu integrieren, um Ärzte bei der Entscheidungsfindung zu unterstützen und langfristig dem Ärztemangel, insbesondere in ländlichen Gebieten, entgegenzuwirken.
Im Rahmen des KI-Krankenhauses sind die KI-Agenten in der Lage den gesamten Klinikbetrieb abzubilden und täglich bis zu 10.000 Patientenfälle zu bearbeiten. Im aktuellen Stadium sind sowohl Ärzte als auch Patienten KI-Avatare, es werden also noch keine echten Patienten behandelt. Bereits jetzt wird eine Genauigkeit von bis zu 95 Prozent erreicht.
Es kooperiert zunächst mit dem Pekinger Tsinghua Changgung-Krankenhaus und dessen Internet-Klinik. Die KI wird in den Bereichen Allgemeinmedizin, Augenheilkunde, Radiologie und Atemwegsversorgung eingesetzt. Langfristig plant die Universität, ein umfassendes Ökosystem aus KI, Gesundheitswesen, Bildung und Forschung zu schaffen, um den Zugang zu medizinischen Dienstleistungen in China zu erweitern und eine neue Generation von Ärzten auszubilden, die mit KI-Systemen zusammenarbeiten. Der Fokus liege somit zunächst auf der Unterstützung menschlicher Ärzte und nicht auf deren vollständigem Ersatz.
Zukünftige Entwicklungen im Bereich der Digitalisierung von Krankenhäusern könnten die noch stärkere Integration von plattform- und datengetriebenen Systemen in der Patientenversorgung, zunehmend autonom agierende Systeme im Krankenhaus und ein verstärkter digitaler Kontakt von Patienten mit Krankenhäusern umfassen.

## Situation in Österreich
Krankenhäuser werden in Österreich meistens Spitäler genannt, in der Bezeichnung der Häuser jedoch eher selten (z. B. Orthopädisches Spital Speising). Die Grundversorgung mit allgemein öffentlichen Spitälern wird vor allem durch landeseigene Häuser gewährleistet. Daneben bestehen Gemeinde- und Ordensspitäler.
- Landeskrankenhäuser im Eigentum der Bundesländer bzw. deren Gesellschaften
- 4 Bezirkskrankenhäuser im Eigentum von Gemeindeverbänden eines Bezirkes
- 4 Allgemeine Krankenhäuser im Eigentum von Städten und Gemeinden (Linz, Dornbirn, Hallein, Oberndorf)
- Ordens- und Diakoniekrankenhäuser
- 7 Unfallkrankenhäuser im Eigentum der Allgemeinen Unfallversicherungsanstalt AUVA
- private Spitäler und Sanatorien

## Situation in der Schweiz
Krankenhäuser werden in der deutschsprachigen Schweiz meistens Spitäler genannt. Landesweit existieren verschiedene Kategorien von Spitälern: Universitätsspitäler in den Städten mit Universitäten, die medizinische Fakultäten führen, Kantonsspitäler in sämtlichen Kantonen, Regional- und Gemeindespitäler sowie Privatspitäler und -kliniken. Gegenwärtig wird eine politische Diskussion geführt, ob der Fachbereich Herzchirurgie aus Kostengründen in je einem einzigen Zentrumsspital in der deutsch- und in der französischsprachigen Schweiz zusammengefasst werden soll. Ebenfalls aus Kostengründen wird darüber gestritten, wie viele kleinere Spitäler geschlossen werden können, ohne den Versorgungsauftrag (etwa Notfalldienste) zu gefährden.
Im Kanton Zürich sind die Gemeinden nicht mehr verantwortlich für die Spitalversorgung. Beim See-Spital werden die von den Trägergemeinden investierten Beiträge der letzten zehn Jahre in ein verzinsbares Darlehen umgewandelt. Die meisten Zürcher Gemeinden sind neu nicht mehr Defizit-Garanteure, sondern Gläubiger und Aktionäre. Viele bisherige Spital-Zweckverbände als öffentlich-rechtliche Institutionen werden zu privatrechtlichen Trägerschaften in der Form von Aktiengesellschaften oder Stiftungen umgewandelt.

### Forschung und Verbände
- Krankenhaus-Report, jährliche Publikation des Wissenschaftlichen Instituts der AOK zu einem Schwerpunktthema, alle Artikel sind online abrufbar
- Deutsches Krankenhausinstitut (DKI)
- Deutsche Krankenhausgesellschaft (DKG)
- Bundesverband Deutscher Privatkliniken (BDPK) (vertritt mehr als 1000 Kliniken)
- Fraunhofer-Institut für Intelligente Analyse- und Informationssysteme IAIS (befaßt sich mit dem Einsatz künstlicher Intelligenz im Krankenhaus, Projekt "LOTTE")

### Krankenhausverzeichnisse
- Das offizielle Verzeichnis der deutschen Krankenhäuser der DKG seitens der Deutschen Krankenhausgesellschaft (DKG)
- Krankenhaussuche der Weissen Liste (unabhängig und werbefrei)
- Klinikradar  (klinikradar.de)
- Klinikkompass  (klinikkompass.com)
- Kliniksuche von Krankenkassenseite bei: AOK /  TK  / Barmer
- Bundes-Klinik-Atlas.de
- Verzeichnis für Krankenhäuser in Deutschland (krankenhaus.de), mit Qualitätsvergleich und aktuellen Qualitätsberichten
- Verzeichnis für Deutschland, Österreich und die Schweiz (scitrace.com)
- Kliniksuche und Erfahrungsberichte auf klinikbewertungen.de
- Linkkatalog zum Thema Krankenhäuser und Kliniken bei curlie.org (ehemals DMOZ)